# Victor Lafay
Victor Lafay (født 17. januar 1996 i Lyon) er en cykelrytter fra Frankrig, der er på kontrakt hos Decathlon-AG2R La Mondiale.